# Bryum gracilisetum
Bryum gracilisetum är en bladmossart som beskrevs av Hornschuch 1840. Bryum gracilisetum ingår i släktet bryummossor, och familjen Bryaceae. Inga underarter finns listade i Catalogue of Life.